# 파우와우

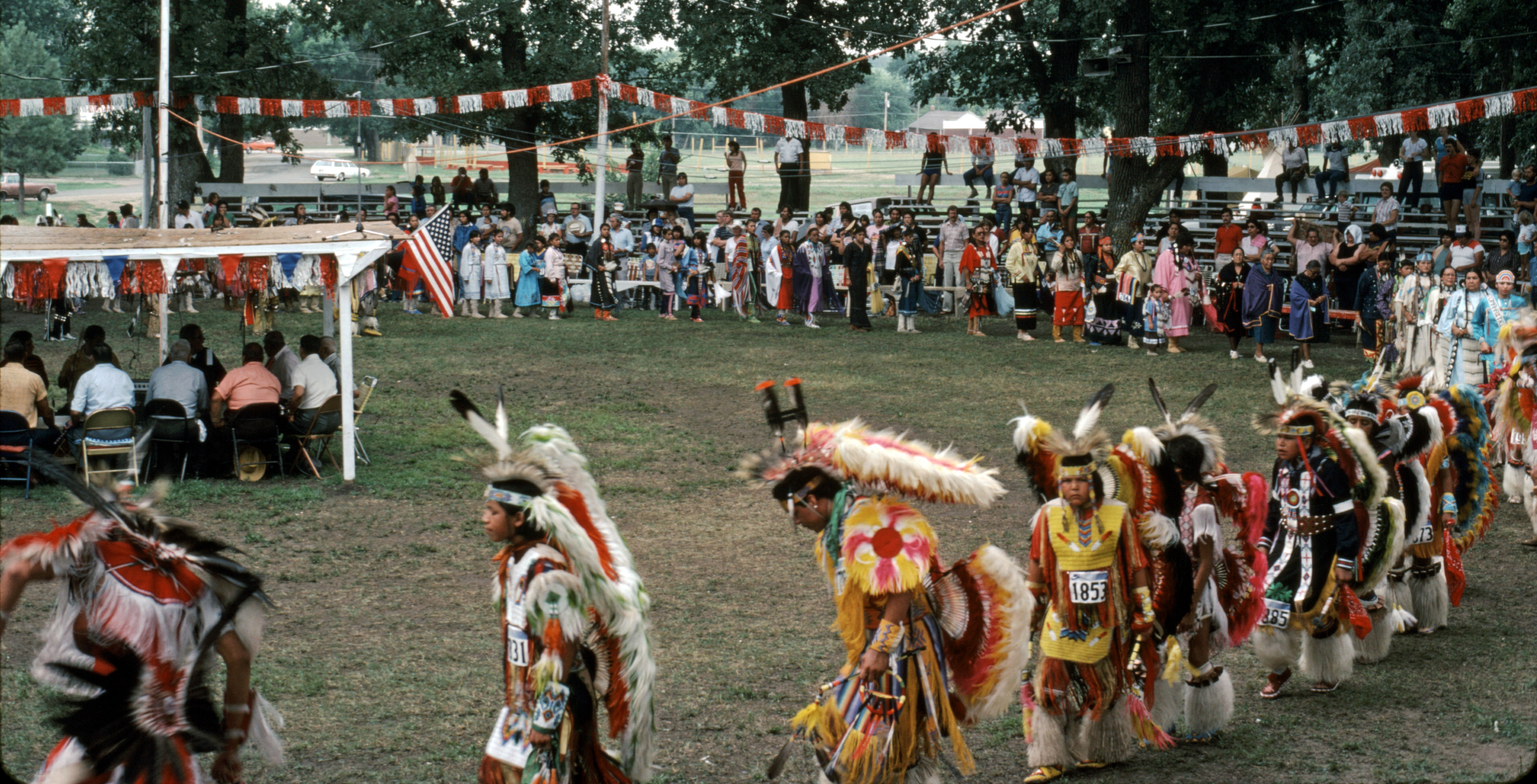
1983년 오마하 파우와우의 그랜드 엔트리

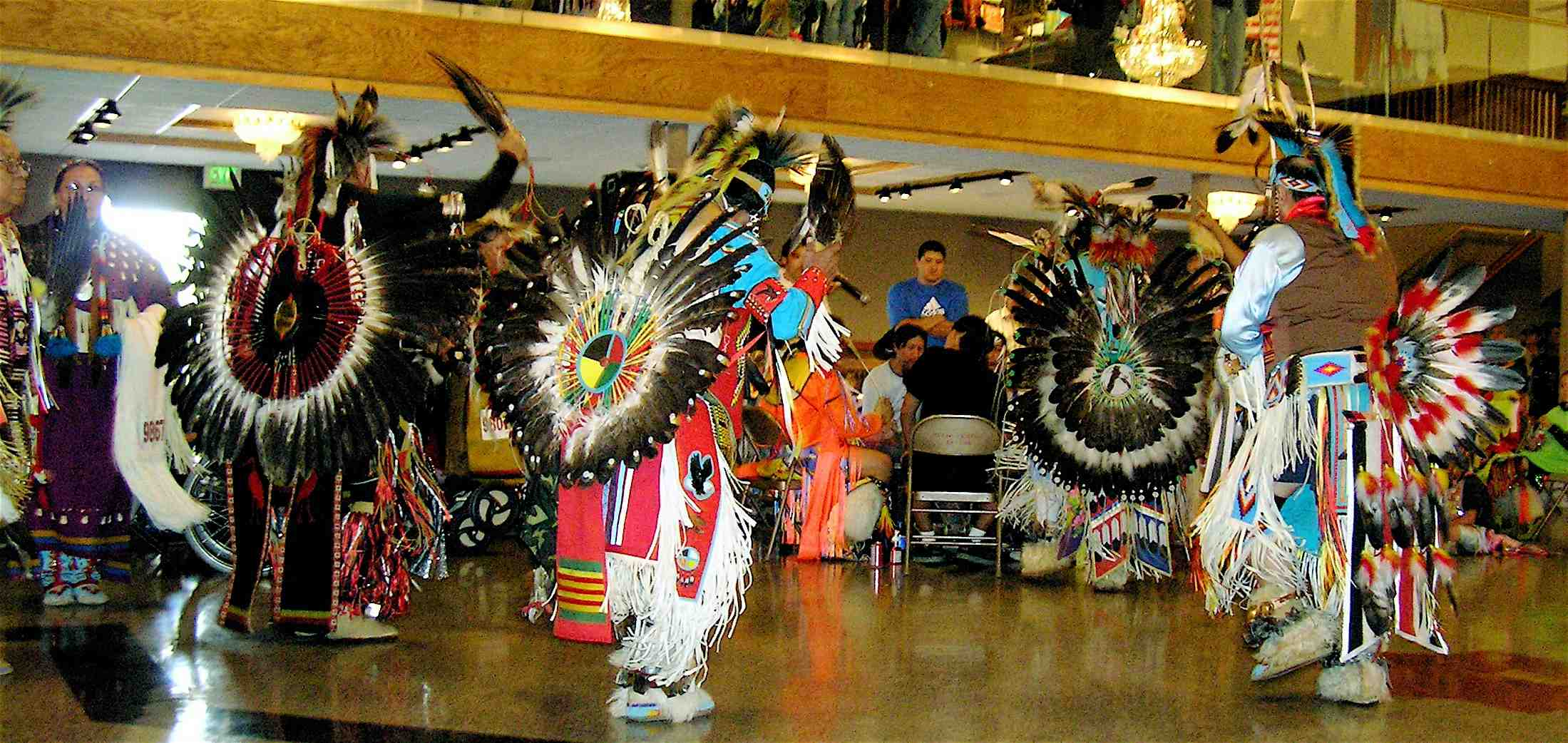
남자 전통 무용수들, 몬태나주, 2007년

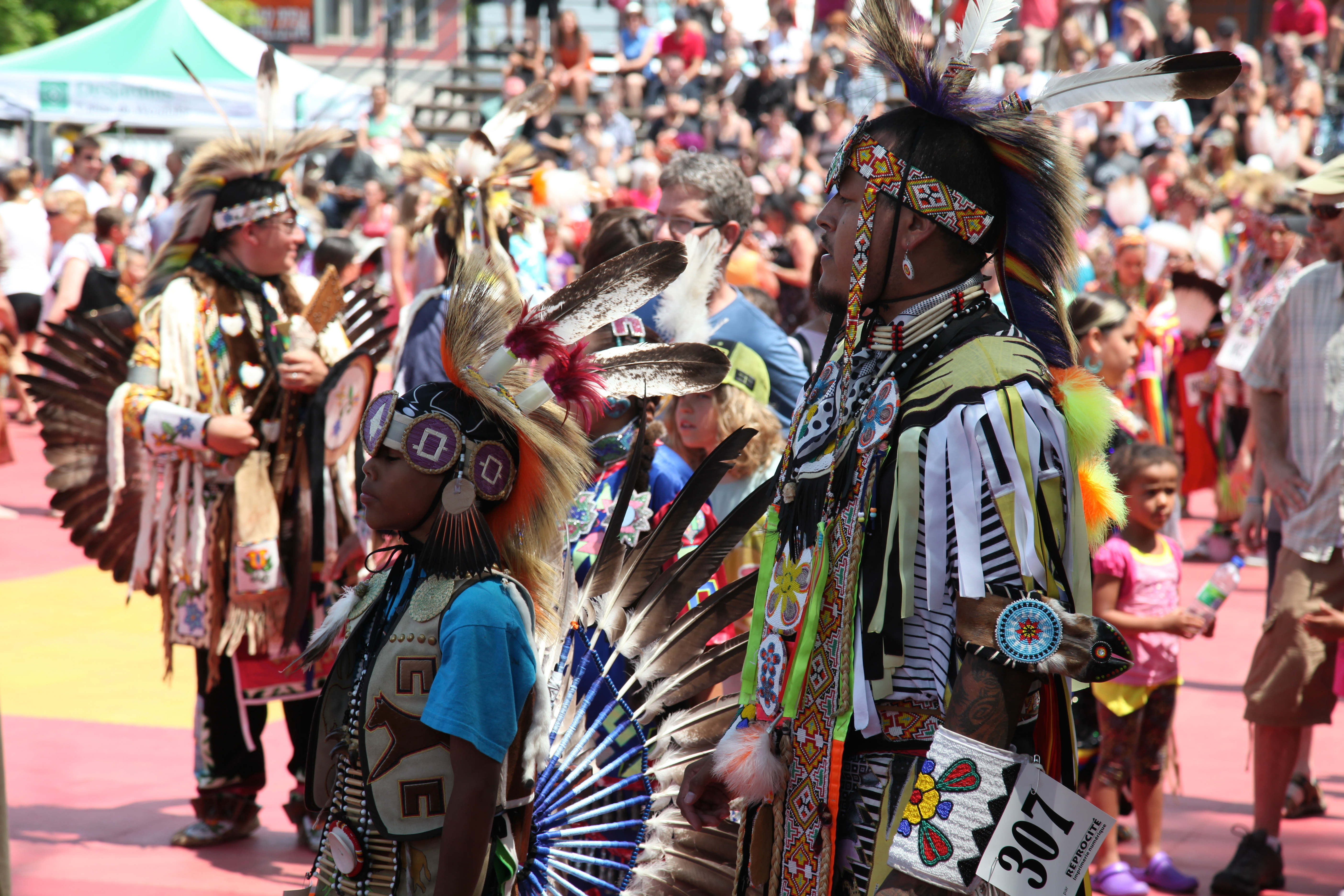
퀘벡주 웬다케의 파우와우, 캐나다, 2014년

파우와우(powwow, 또는 pow wow, pow-wow)는 많은 원주민 및 퍼스트 네이션 공동체가 춤을 추며 모이는 행사이다. 1923년에 시작된 오늘날의 파우와우는 원주민들이 친목을 다지고, 춤을 추고, 노래하며, 자신들의 문화를 기리는 기회이다. 파우와우는 비공개 또는 공개로, 실내 또는 실외에서 열릴 수 있다. 춤 경연은 상금이 걸린 경쟁적인 형태로 진행될 수 있다. 파우와우는 하루 동안 진행되거나 일주일 내내 지속될 수도 있다.
20세기 서부 영화나 군인들 사이에서 주류 미국 문화에서 파우와우라는 용어는 어떤 종류의 회의를 지칭하는 데 사용되었다. 이러한 용법은 파우와우가 지닌 문화적 중요성 때문에 일부 원주민들에게 문화적 전유의 공격적인 사례로 여겨진다.

## 역사
파우와우는 내러갠싯어에서 유래한 단어로 "영적인 지도자"를 의미하는 powwaw에서 파생되었다. 이 용어는 Powaw, Pawaw, Powah, Pauwau, Pawau 등 다양한 변형이 있다. 여러 부족들이 "최초의" 파우와우를 개최했다고 주장한다. 초기에 현재 파우와우로 알려진 것과 가장 유사한 공개 춤은 19세기 말에서 20세기 초 미국 그레이트플레인스 지역에서 가장 흔했다. 이 시기는 미국 정부가 경제적 착취를 위한 토지를 확보하기 위해 많은 원주민 공동체를 파괴하던 때였다. 1923년, 미국의 인디언 문제 국장이었던 찰스 H. 버크는 1921년에 발표한 순환 통지 1665호를 본떠 법안을 통과시켰다. 이 법안은 원주민들이 전통 춤을 추는 시기를 제한했는데, 버크는 이를 기독교 신앙에 대한 직접적인 위협으로 간주했다. 그러나 많은 원주민 공동체는 이 법안과 다른 법안에 저항하여 비밀리에 모여 자신들의 문화적 춤과 음악을 계속해서 연습했다. 20세기 중반에는 오대호 지역에서도 파우와우가 열리기 시작했다.

## 조직

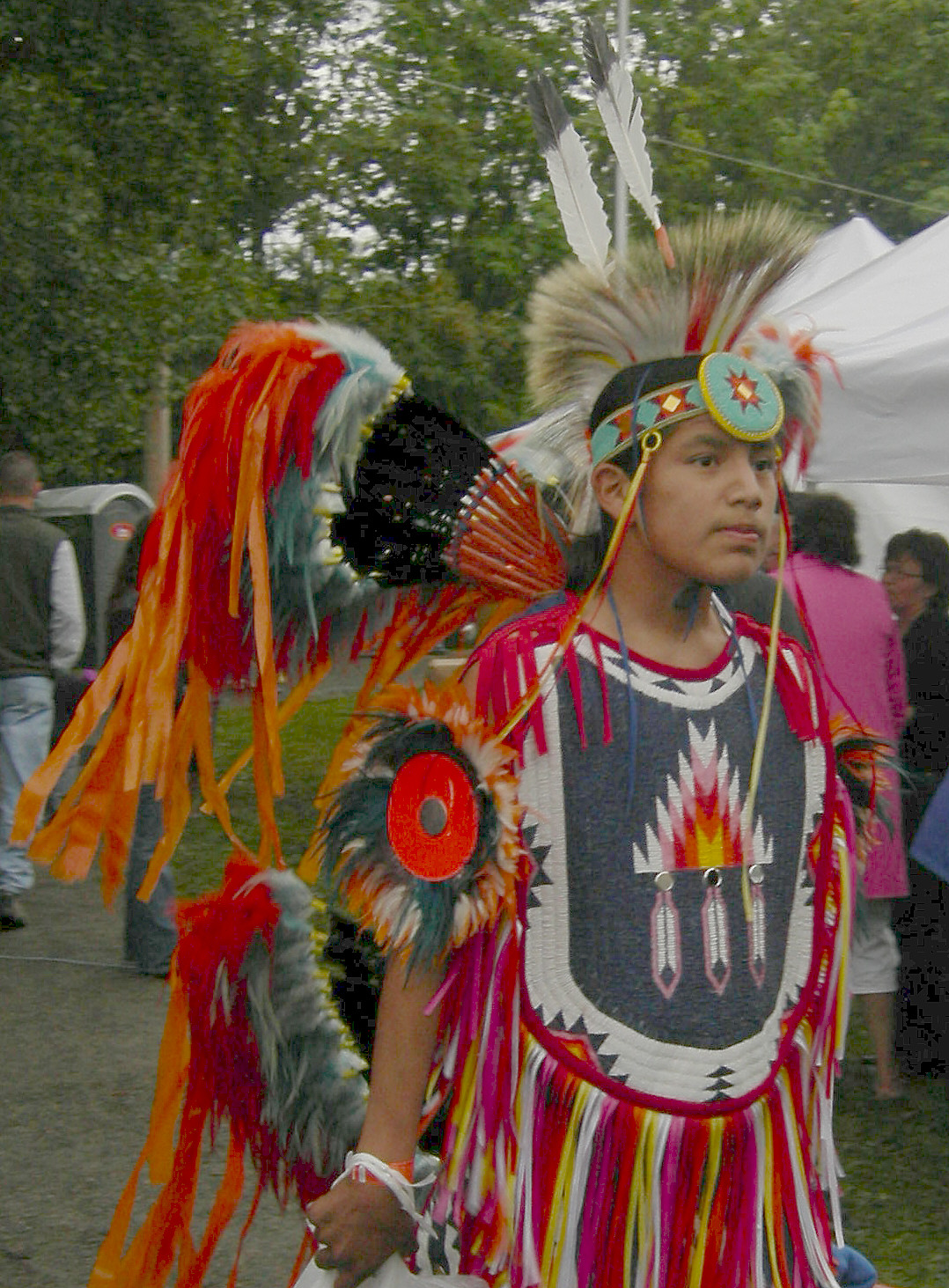
팬시 댄서, 워싱턴주 시애틀, 2007년

파우와우 기획은 일반적으로 행사 몇 달 전, 심지어 1년 전부터 파우와우 위원회라고 불리는 그룹에 의해 시작된다. 파우와우는 부족 조직, 도시 지역 내의 미국 원주민 공동체, 원주민 연구 프로그램, 또는 단과대학이나 대학 캠퍼스의 미국 원주민 클럽, 부족, 또는 시작 자금, 보험, 자원봉사자를 제공할 수 있는 다른 단체에 의해 후원될 수 있다.

### 위원회
파우와우 위원회는 행사 전 모든 기획을 담당하는 여러 개인으로 구성된다. 파우와우가 부족, 대학 또는 조직과 같은 후원자를 가지고 있다면, 위원회의 많은 또는 모든 구성원이 해당 그룹에서 나올 수 있다. 위원회는 헤드 스태프를 모집하고 고용하고, 파우와우를 홍보하고, 장소를 확보하고, 파우와우에서 음식이나 상품을 판매할 권리에 대한 비용을 지불하는 판매자를 모집하는 책임이 있다.

### 스태프

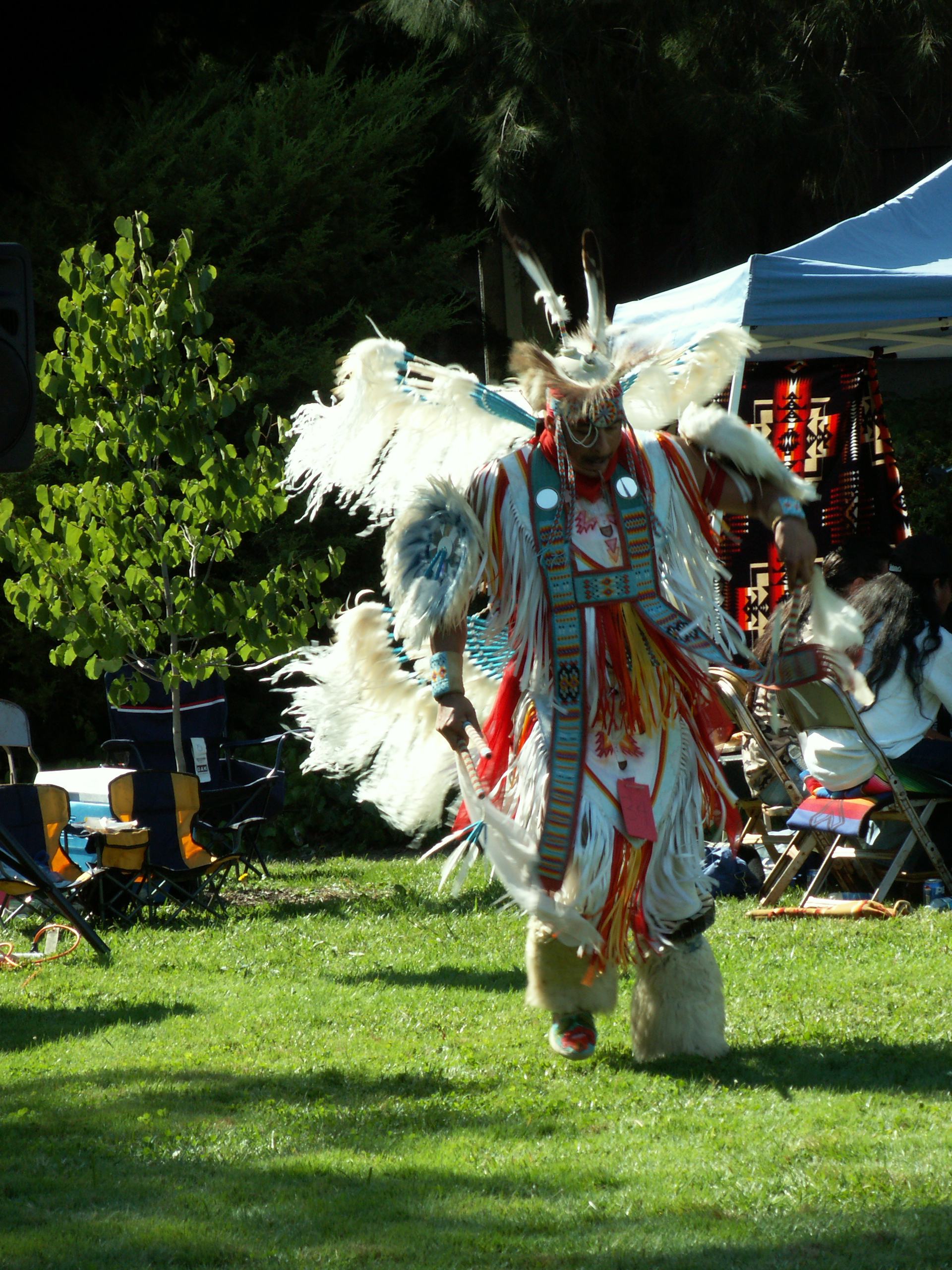
노던 플레인스 스타일의 남성 팬시 댄서, 캘리포니아, 2005년

파우와우의 주요 스태프는 행사가 열리는 날 또는 며칠 동안 행사를 진행하는 사람들이다. 이들은 일반적으로 파우와우 위원회에 의해 몇 달 전에 고용되는데, 주요 스태프의 자질이 참석률에 영향을 미칠 수 있기 때문이다. 주요 스태프의 일원으로 선정되는 것은 영광이며, 그 사람의 기술이나 헌신에 대한 존경을 나타낸다.

#### 사회자
사회자, 즉 MC는 파우와우의 목소리이다. MC의 역할은 가수, 댄서, 대중에게 현재 상황을 알리는 것이다. MC는 행사 일정을 정하고 드럼 로테이션, 즉 각 드럼 그룹이 노래를 부르는 순서를 관리한다. MC는 또한 파우와우 중에 발생할 수 있는 모든 공백 시간을 농담 등으로 채우는 역할을 한다. MC는 종종 파우와우 중에 열리는 모든 경품 추첨이나 기타 경연을 진행한다.

#### 헤드 댄서

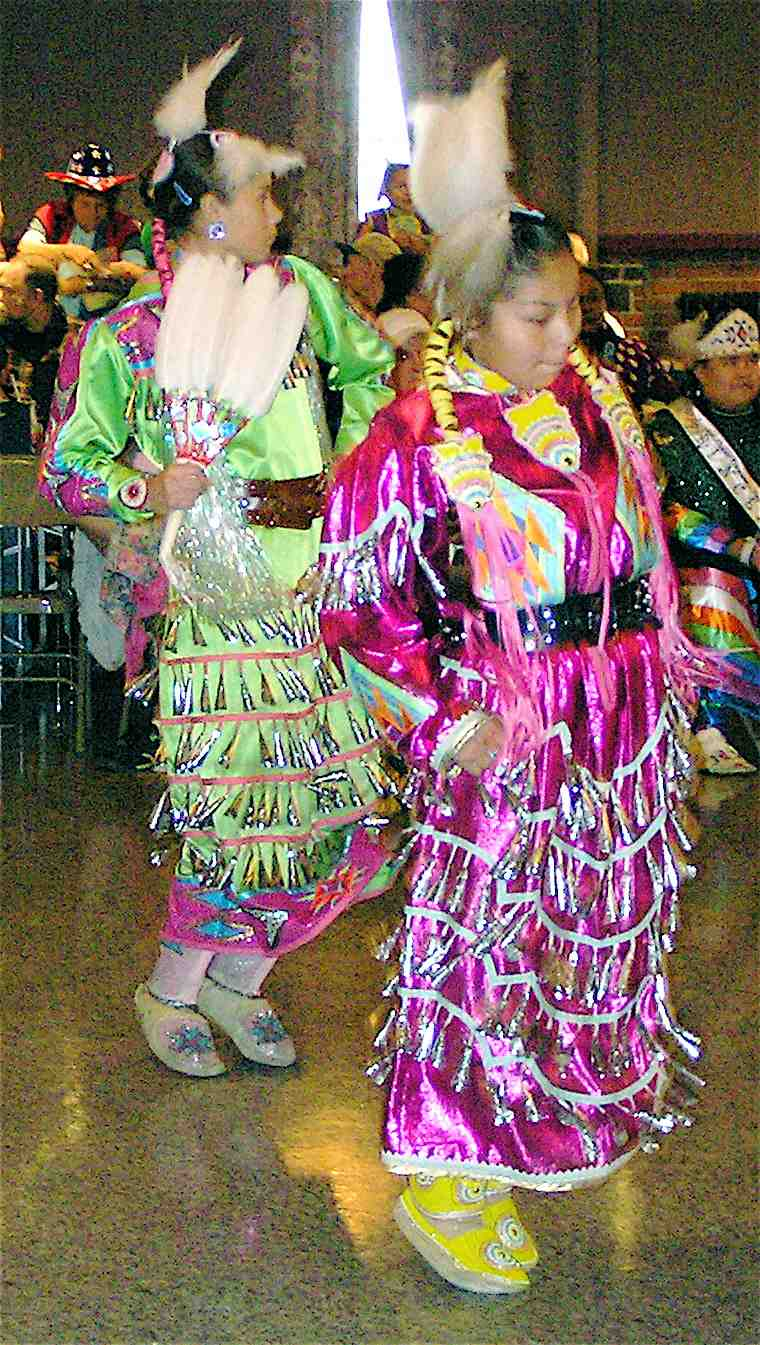
징글 드레스 경연에 참가한 소녀들

헤드 댄서는 헤드 남자 댄서와 헤드 여자 댄서로 구성되며, 종종 헤드 십대 댄서, 헤드 어린 남자 및 여자 댄서, 헤드 노년층 댄서, 그리고 파우와우에 조롱박 춤이 있는 경우 헤드 조롱박 댄서가 포함된다. 헤드 댄서들은 파우와우를 시작하는 웅장한 입장식 또는 댄서 퍼레이드에서 다른 댄서들을 이끈다. 많은 경우, 헤드 댄서들은 노래 중에도 댄서들을 이끄는 책임이 있으며, 헤드 댄서들이 이미 춤을 추고 있지 않으면 댄서들은 종종 경기장에 입장하지 않는다.

#### 호스트 드럼과 드럼 그룹
가수들은 노래를 부르면서 공연한다. 호스트 드러머는 파우와우 세션의 시작과 끝에 노래를 이끌 책임이 있으며, 일반적으로 그랜드 엔트리 노래로 시작하여 깃발 노래, 베테랑 또는 승리 노래로 이어진다. 파우와우를 마무리하기 위해 그들은 또한 깃발 노래, 퇴장 노래, 그리고 폐회 노래를 연주한다. 또한, 파우와우에 조롱박 춤이 있다면, 남부 호스트 드럼이 종종 모든 조롱박 노래를 부르는 드럼이지만, 다른 드럼이 그 노래를 연주할 수도 있다. 호스트 드럼은 파우와우 동안 특별한 노래를 부르도록 요청받는 경우가 많다.
유명한 호스트 드럼에는 블랙 로지 싱어스, 코자드 싱어스, 그리고 노랑멧새가 있다.

## 행사

### 준비

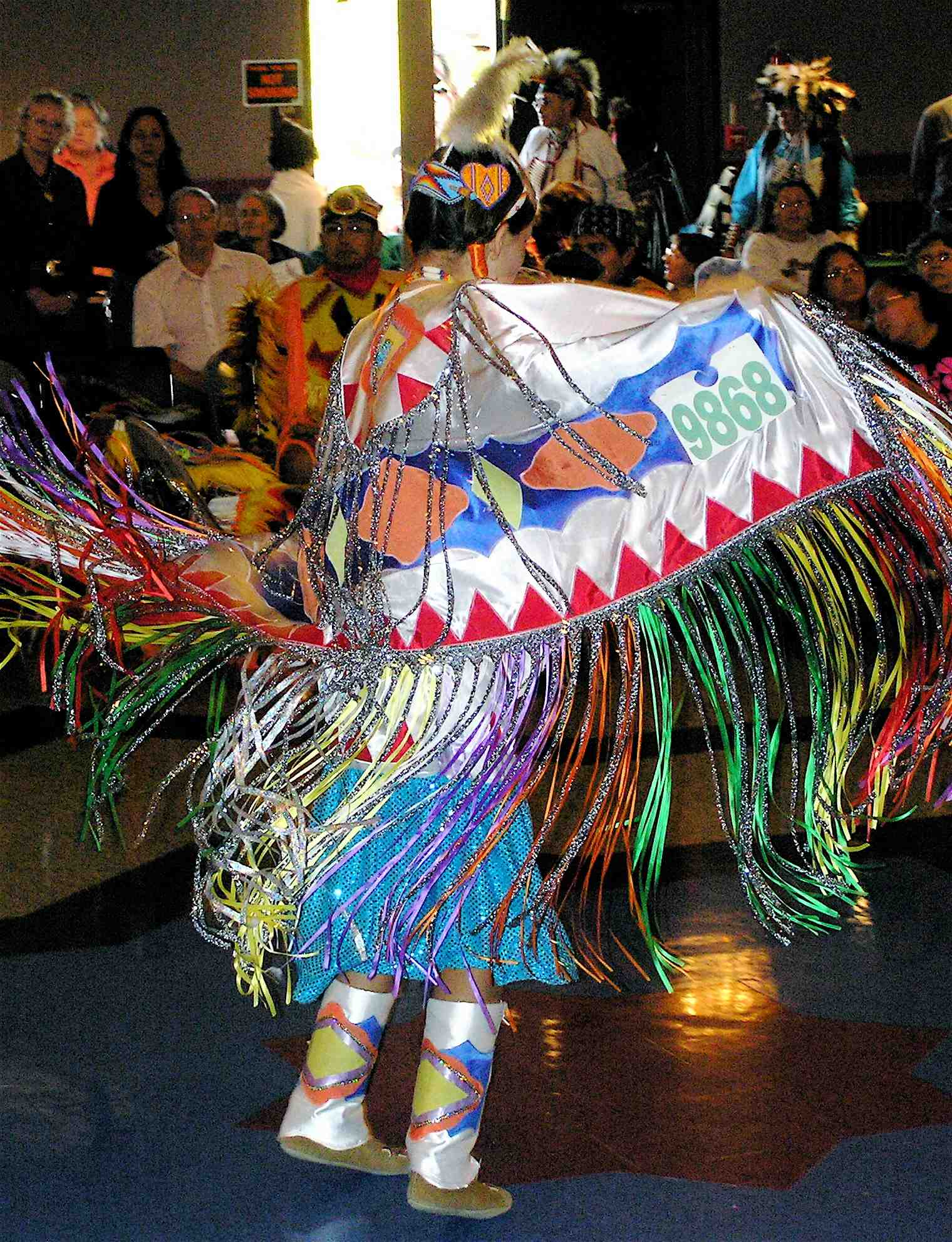
여성 숄 댄스, 몬태나, 2007년

파우와우는 종종 일련의 큰 원으로 구성된다. 중앙 원은 춤 경기장이며, 그 바깥에는 MC 테이블, 드럼 그룹, 그리고 댄서와 가족을 위한 좌석 공간으로 구성된 더 큰 원이 있다. 참가자를 위한 이 두 원 너머에는 관중을 위한 공간이 있으며, 그 바깥에는 음식, 음악, 보석, 기념품, 예술 및 공예품, 구슬 세공품, 가죽, 의례 용품을 살 수 있는 판매 부스가 있는 지정된 구역이 있다.
야외 파우와우에서는 이 원이 종종 위원회가 만든 나무 정자나 텐트로 덮여 있거나, 각 그룹, 특히 MC와 드럼 그룹이 자체적으로 제공한다. 대부분의 경우 텐트가 햇빛을 가려주지만, 비도 야외 행사를 괴롭힐 수 있다. 드럼 그룹이 사용하는 드럼은 온도 변화에 민감하고, 비가 오면 젖어서는 안 되기 때문에 보호하는 것이 특히 중요하다. 대부분의 판매자는 야외 파우와우에서 자체 텐트나 보호소를 제공한다.

### 에티켓
파우와우 에티켓에는 사진 촬영 규칙과 그랜드 엔트리 중의 의례와 같은 허용 가능한 행동에 대한 지침이 포함된다. 일반적인 관행은 참가자와 전통에 대한 존중을 강조한다. 참가자들이 입는 옷은 "의상"이라고 불리지 않고 "의례복"이라고 불린다. 또한, 드럼 그룹에 속하지 않는 한 드럼을 만지거나 연주하지 않는 것과 같은 예의를 권장하는 특정 규칙이 있다. 허락 없이 개인이나 그들의 의례복을 만지지 않는 것도 중요하다. 파스쿠아 야키족과 호피족을 포함한 특정 부족은 의식 중에 사진 촬영 및 스케치를 금지한다.

### 개회

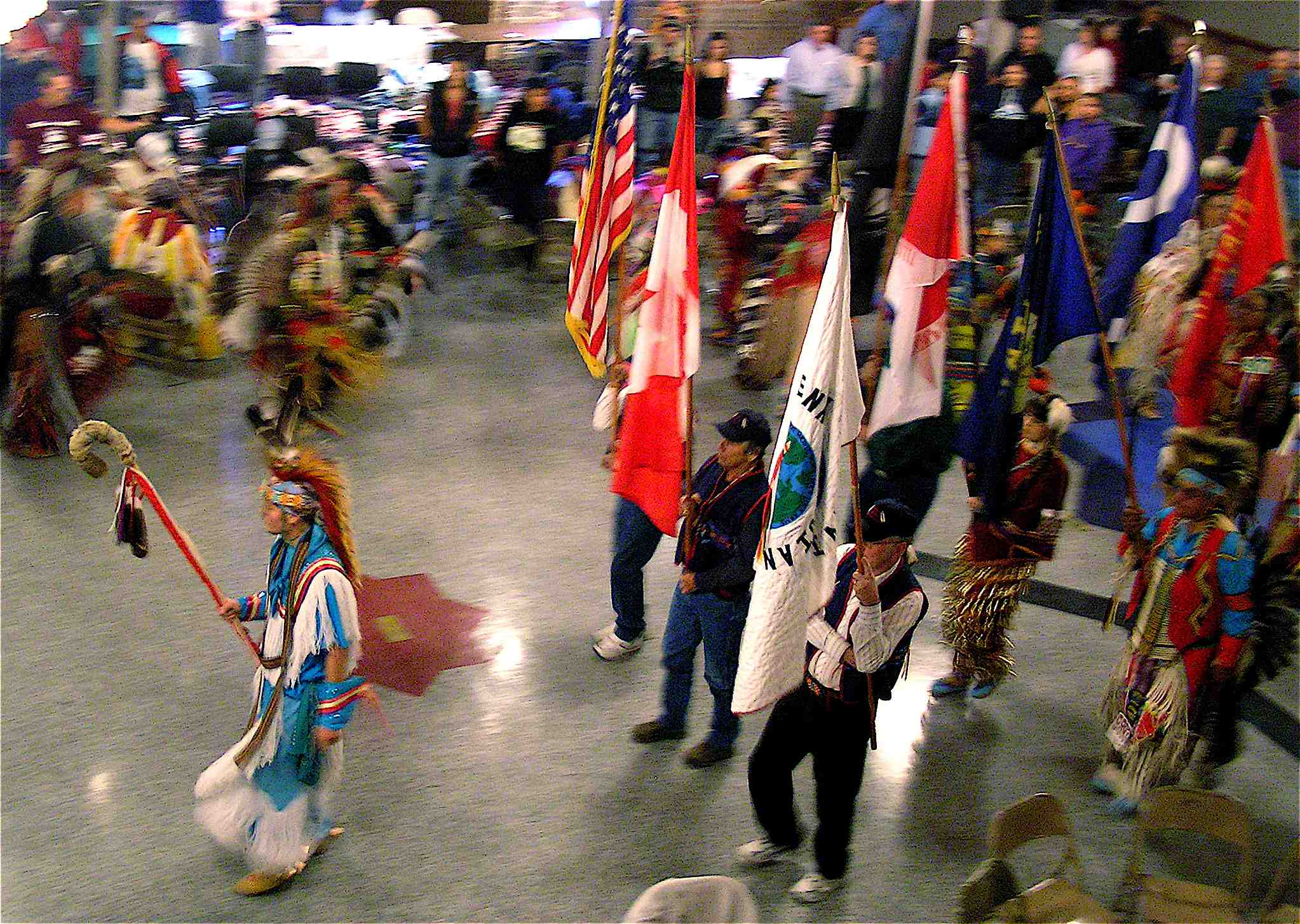
독수리 지팡이가 그랜드 엔트리를 이끌고 있다

파우와우 세션은 그랜드 엔트리와 기도로 시작된다. 독수리 지팡이가 그랜드 엔트리를 이끌고, 그 뒤를 깃발과 댄서들이 따르며, 호스트 드럼 중 하나가 개회곡을 연주한다. 이 행사는 신성하게 여겨지며, 일부 파우와우는 이 시간 동안 촬영이나 사진 촬영을 금지하지만, 다른 곳에서는 허용하기도 한다.
참전 용사나 현역 군인이 참석할 경우, 깃발과 독수리 지팡이를 운반하는 영광이 종종 주어진다. 이들 뒤를 헤드 댄서들이 따르고, 그 다음에는 나머지 댄서들이 정해진 순서로 경기장에 입장한다: 남자 전통, 남자 잔디춤, 남자 팬시, 여자 전통, 여자 징글, 여자 팬시. 이 순서 뒤에는 십대와 어린아이들이 같은 순서로 입장한다. 그랜드 엔트리 후, 사회자(MC)는 지역 사회의 존경받는 구성원에게 축복 기도를 요청한다. 그랜드 엔트리 노래를 연주하지 않은 호스트 드럼은 깃발 노래를 연주한 후 승리 또는 참전 용사 노래를 연주하며, 이 동안 깃발과 지팡이는 MC 테이블에 놓인다.

### 춤

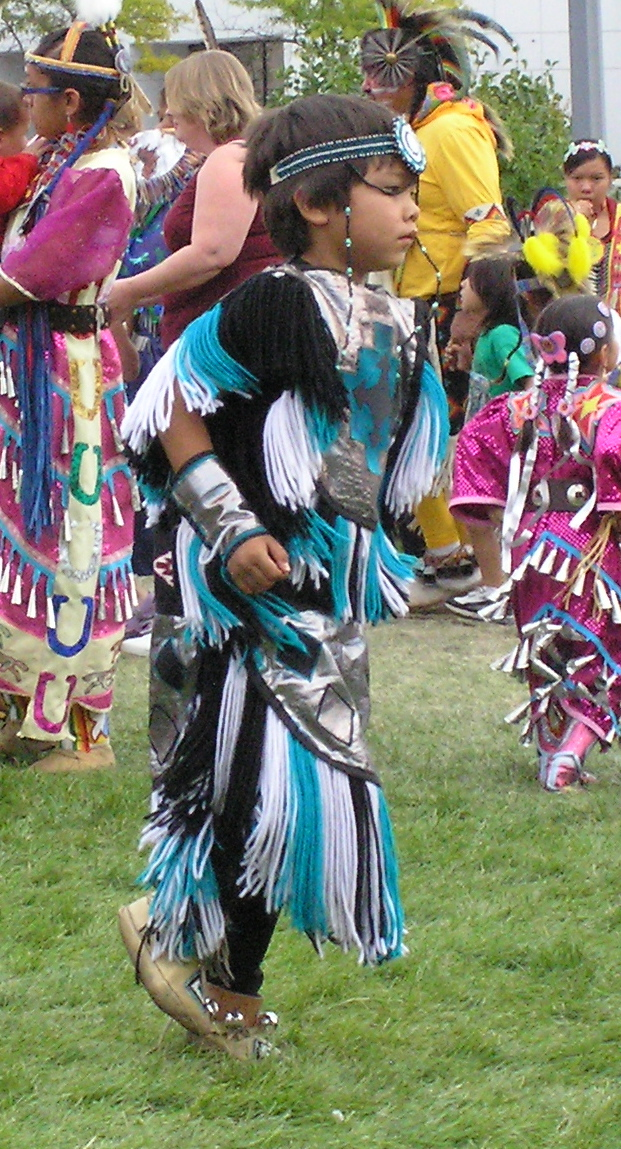
워싱턴주 스포캔에서 잔디춤 의례복을 입은 소년, 2007년

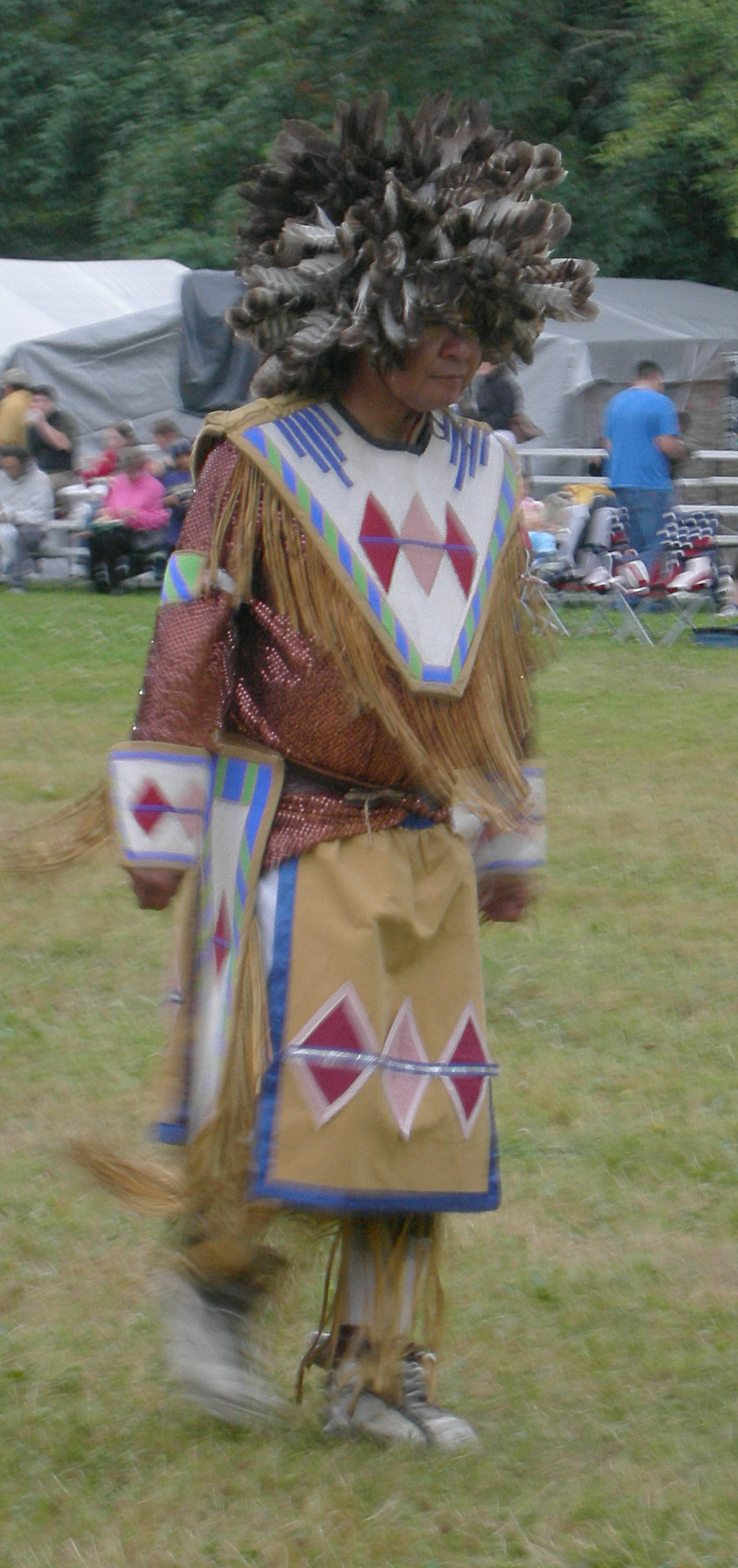
남자 전통 의례복, 워싱턴주 시애틀

파우와우에서 추는 춤의 스타일과 종류는 캐나다와 미국의 북미 대평원 원주민 부족들의 전통에서 유래한다. 파우와우 세션의 시작과 끝을 위한 춤 외에 가장 흔한 것은 인터트라이벌(intertribal)인데, 드럼이 노래를 부르면 원하는 사람은 누구든지 나와서 춤을 출 수 있다. 비슷한 춤으로는 라운드 댄스(round dance), 북부 드럼이 연주하는 크로우 홉(crow hop)이나 남부 드럼이 연주하는 말 훔치는 노래(horse stealing song)가 있다. 또한 "더블 비트", "스니크업" 그리고 여성 전통 및 징글을 위한 "사이드 스텝"이 있다. 이 각각의 노래는 다른 스텝을 사용하지만, 모든 스타일의 댄서들에게 열려 있다.
자유로운 춤 외에도 특정 스타일과 연령 그룹을 위한 경연 춤이 종종 개최되며, 상위 입상자는 상금을 받는다. 경연에 참가하려면 댄서는 해당 경연에 적합한 의례복을 입어야 한다. 더 큰 파우와우는 더 구체적인 카테고리를 가지고 있다. 춤 카테고리는 지역에 따라 다소 다르지만, 일반적인 카테고리는 다음과 같다:

#### 남성
- 팬시 댄스 또는 팬시 페더 댄스(북부 및 남부 스타일): 역동적인 움직임, 회전 및 도약을 특징으로 하는 화려한 의례복을 선보이는 춤. 팬시 댄서들은 상하 등에 두 개의 큰 깃털 술을 착용하는 밝은 색 의례복으로 구별된다.
- 북부 전통(북부에서는 단순히 "남성 전통"): 독수리 깃털로 만든 단일 깃털 술, 리본 셔츠, 뼈 머리관 목걸이, 가슴 보호대 등 전통 의례복을 특징으로 하는 춤. 움직임은 파우와우가 처음 의식으로 추어졌을 때 전사가 전투 전에 정찰하거나 다른 스토리텔링 전통에 기반한다. 댄서들은 춤 지팡이와 보통 독수리 날개로 만든 부채를 들고 있다.[14]
- 스트레이트 댄스 (또는 남부 전통): 스트레이트 댄서들은 일반적으로 더 단정하고 목걸이, 가슴 보호대 등과 같은 수제 장식품이 더 많다. 그들의 춤은 북부와 비슷하다. 그들은 한 발을 들고 발볼로 밟은 다음 한 번 바닥을 두드린다. 그런 다음 다시 한 번 두드리지만, 이번에는 발뒤꿈치를 지면에서 몇 밀리미터 위에 두고 다른 발로 이 과정을 반복한다. 그들은 걷는 동작으로 이것을 한다. 이것은 특히 빠른 드럼의 박자를 맞출 때 매우 어렵다. 박자를 놓치면 두 번 대신 세 번 발을 두드려서 드럼의 리듬으로 돌아간다.
- 잔디춤: 길고 흐르는 듯한 술과 바람에 흔들리는 잔디를 연상시키는 디자인이 특징인 의례복을 입고 추는 춤. 춤 동작은 전통 댄서들보다 더 정교하지만 팬시 댄서들보다 덜 화려하다.
- 치킨 댄스: 북부 평원 부족에서 유래한 최근 춤. 댄서들은 느리고 웅장한 움직임으로 좌우로 회전하면서 머리를 앞뒤로 흔들어 프레리치킨의 짝짓기 춤을 모방한다. 의례복은 다른 춤보다 덜 화려하다. 보통 호저 털 로치와 두 개의 긴 꿩 꼬리 깃털이 뒤로 구부러져 있으며 색깔 있는 깃털 장식이 포함된다. 어둡고 몸에 꼭 맞는 셔츠와 레깅스를 입고, 짧은 술이 달린 가슴과 등에 천을 두른다. 깃털 술은 작고, 작은 꿩이나 독수리 깃털이 깃털 술 판의 바깥쪽을 원을 그리며, 중앙에는 작은 느슨한 깃털이나 깃털 장식 뭉치가 있다. 댄서들은 한 손에 거울 판이나 조롱박을 들고 다른 손에는 독수리 꼬리 깃털 부채를 들고 있다.[14]
- 동부 전쟁 춤: 동부 해안에서 유래한 스토리텔링 춤으로, 남성들은 깃털 술을 착용하지 않지만 부채와 춤 막대기를 들고 있다. 이것은 "동부 스트레이트 댄스"라고도 불린다.

#### 여성

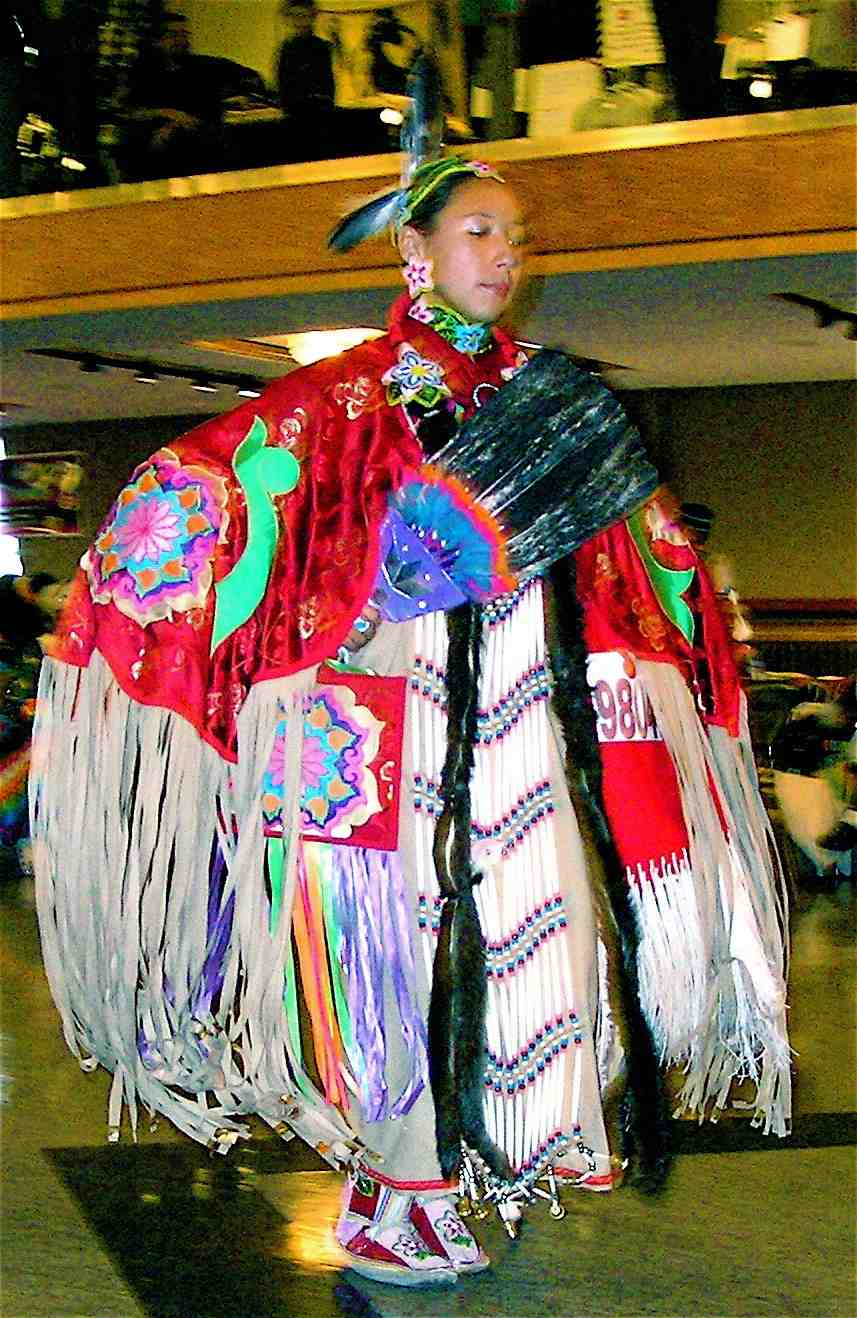
여성 전통 댄서

- 전통 (북부 파우와우에서 볼 수 있음): 천이나 가죽으로 된 전통 의례복을 입고 정교하고 매우 통제된 움직임으로 춤을 추는 것이 특징이다.
- 벅스킨 및 천: 남부의 전통 춤이다. 이름은 드레스가 만들어진 재료의 종류를 의미한다. 의례복은 북부 전통 춤과 비슷하다. 그러나 남부에서는 벅스킨 및 천 댄서들이 두 개의 별도 카테고리로 심사된다. 춤 스텝은 두 의례복 카테고리 모두 동일하다.
- 팬시 숄: 화려한 색상의 긴, 보통 술이 달리고 장식된 숄을 입은 여성들이 빠른 회전과 정교한 춤 동작을 선보이는 춤.
- 징글 드레스 (치유의 춤): 징글 드레스는 수백 개의 작은 주석 원뿔이 달린 치마를 포함하며, 댄서가 땅에 가깝게 가볍게 발을 움직일 때 소리를 낸다.

일반적인 부족 간의 춤은 개인 활동이지만, 커플 및 그룹 춤도 있다. 커플 춤에는 투 스텝(two step)과 올 댄스(owl dance)가 있다. 투 스텝 동안 각 커플은 헤드 댄서의 지시를 따르며 그들 뒤에 줄을 선다. 반면에 올 댄스에서는 각 커플이 단독으로 춤을 춘다. 그룹 춤에는 스네이크 앤 버팔로 댄스가 포함되며, 이 춤에서 그룹은 춤의 시작 부분에서 뱀의 움직임을 모방하다가 버팔로 떼의 움직임을 모방하도록 바뀐다.
지역에 큰 남부 북미 대평원 원주민 공동체가 있는 파우와우에서는 파우와우 세션이 시작되기 전에 조롱박 춤이 종종 포함된다. 조롱박 춤은 카이오와족 부족에서 유래하여 퍼져나갔다. 이는 참전 용사와 그 가족을 위한 사회 춤이다. 다른 춤과 달리 조롱박 춤은 일반적으로 드럼이 춤 경기장 중앙에 배치되며, 옆에 배치되지 않는다.

## 음악

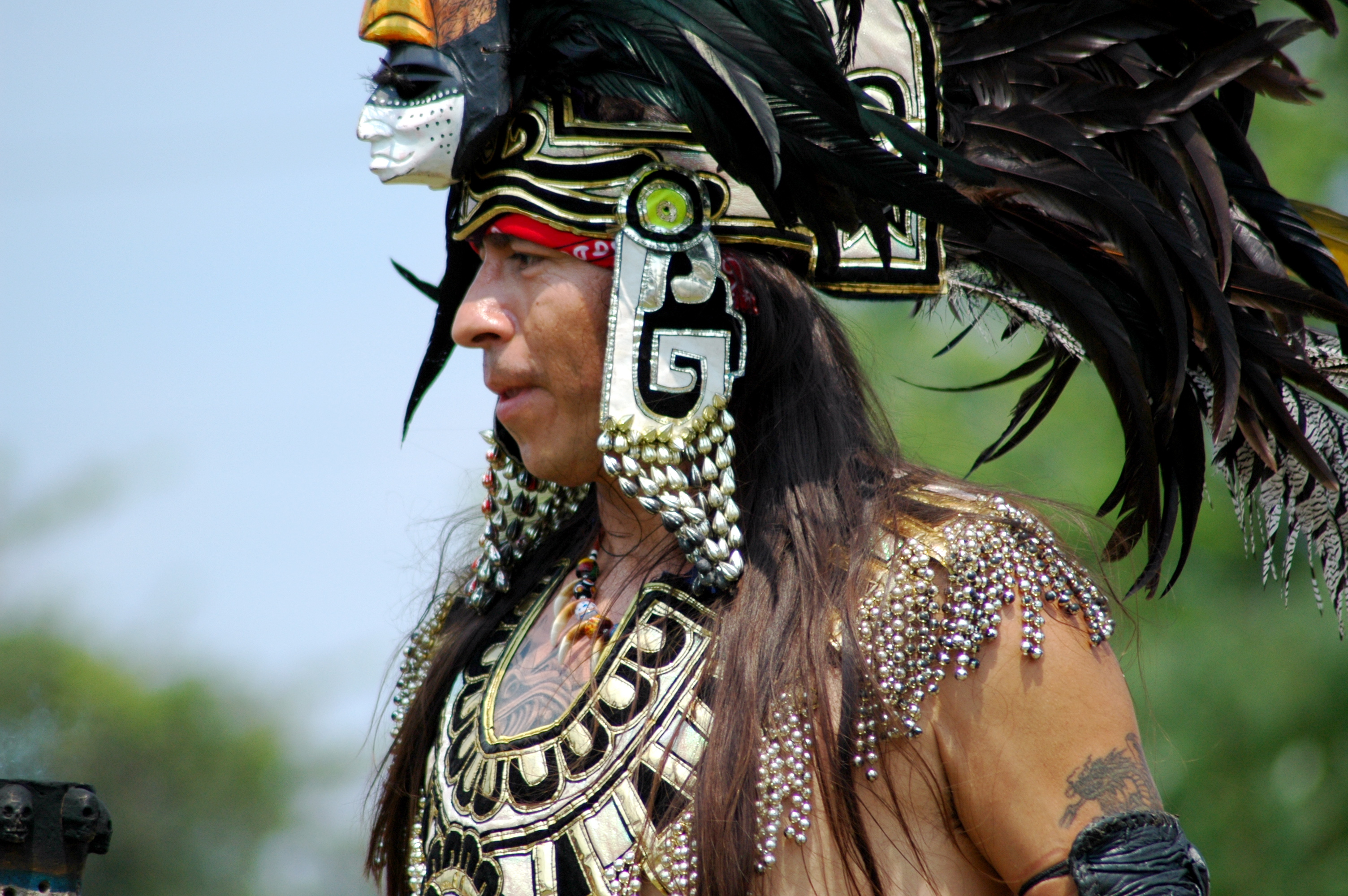
아즈텍 댄서, 메릴랜드주, 2007년

다양한 부족에 고유한 많은 장르가 있지만, 파우와우 음악은 현대 파우와우의 기원인 평원 문화가 지배적인 범부족적 또는 부족 간주의 특징을 가진다. 춤에 대한 정보는 춤을 참조하라.

### 드럼 연주
"좋은 드럼은 댄서들을 춤추게 하고, 좋은 노래는 그들이 춤을 잘 추게 한다. 드럼 그룹이 없으면 음악도 없다. 음악이 없으면 춤도 없고, 파우와우도 없다."
파우와우, 특히 주말이나 일주일 내내 열리는 파우와우에는 많은 드럼이 있을 수 있지만, 각 파우와우에는 큰 존경을 받는 호스트 드럼이 있다. 드럼 그룹의 구성원들은 종종 가족, 대가족 또는 친구이다. 그룹은 가족, 지리적 위치, 부족 사회 또는 더 화려한 이름으로 명명되는 경우가 많다. 많은 그룹이 재킷, 모자, 차량 및 의자에 이름을 표시한다. 전통적으로 남성만이 드럼을 치고 여성은 남성 뒤에 앉아 높은 화음을 불렀다. 1970년대 중반부터 여성들은 남성과 함께 드럼을 치고 노래를 옥타브 높게 부르기 시작했다. 오늘날에는 혼성 및 전 여성 드럼 그룹이 있다.
드럼 그룹이 휴대하는 용품에는 드럼, 생가죽 헤드, 패딩 처리된 드럼 스틱용 천 가방, 드럼 스탠드, 앉기 위한 접이식 의자, 그리고 경우에 따라서는 PA 시스템이 포함된다. 드럼 헤드, 스탠드, 마이크 스탠드 및 PA 박스는 종종 그림이나 독수리 깃털, 털, 깃발 및 색깔 있는 천 조각으로 장식된다.

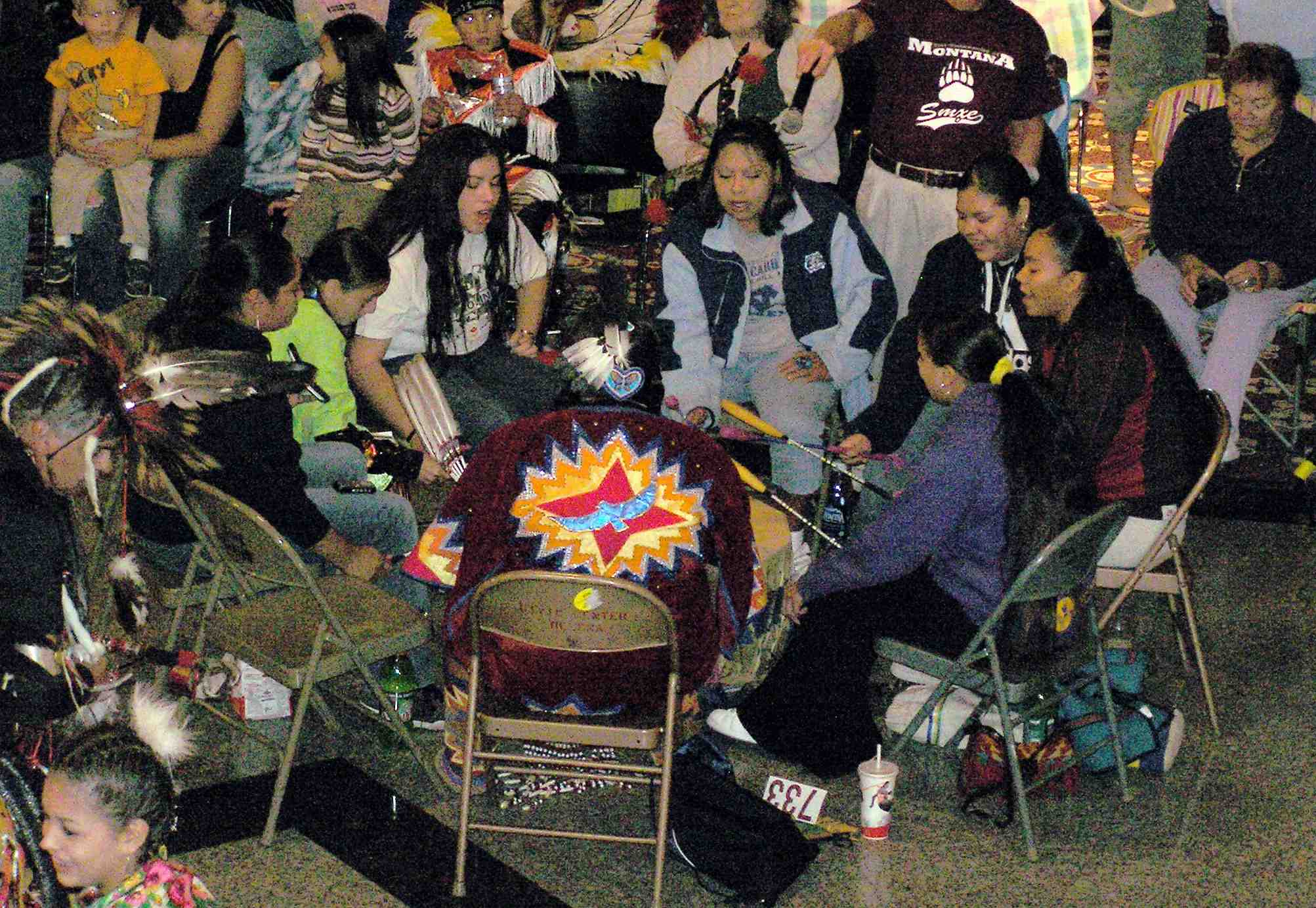
전원 여성 드럼 그룹

공연에서 쉽게 눈에 띄는 것은 노래의 특정 부분을 나타내는 "하드 비트"이다. "전통적인 방법"은 모든 가수가 격자 박자마다 강조된 타격을 가하는 것이다. 이는 노래의 첫 번째 또는 두 번째 줄, 섹션의 끝, 노래의 반복 전에 나타날 수 있다. 세 개의 하드 비트(연속적인 박자)의 묶음은 일련의 하드 비트의 끝에서 사용될 수 있으며, 노래의 첫 번째 줄에 있는 몇몇 박자는 연주자의 열정을 나타낸다. "핫 파이브" 방법에서는 다섯 개의 박자가 사용되며, 첫 번째 하드 비트는 두 번째 하드 비트보다 네 박자 먼저 나타나고, 그 후 박자들이 번갈아 나타난다.

#### 에티켓
드럼 예절을 이해하려면, 드럼을 사람이나 존재로 생각하고 그렇게 존중해야 한다. 드럼 예절은 매우 중요하다. 지역마다 차이가 있다. 드럼은 오클라호마 파우와우의 중심 상징이며, 춤 공간과 파우와우(그 자체로 동심원을 이룸)의 중앙에 위치한다. 남부 드럼은 네 개의 기둥(각 방향마다 하나씩)에 매달려 있다. 북부 드럼은 춤 공간 외부에 설치되며, 호스트 드럼이 가장 좋은 위치에 놓인다. 드러머-가수는 드럼에 머물면서 언제든지 노래할 준비가 되어 있어야 한다. 댄서는 드럼에 다가가 휘파람을 불거나, 부채를 흔들거나, 지팡이로 드럼 위를 가리키며 자신의 요청을 나타낼 수 있는데, 이는 해당 드럼 그룹의 차례가 아니더라도 가능하다. 일부 지역에서는 드럼을 완전히 방치하는 것이 무례하다고 여겨진다. 일부 드럼 그룹은 여성들이 드럼에 앉는 것을 허용하지 않지만, 드러머 뒤에 서서 백업 하모니를 부르는 것은 환영한다. 이에 대한 이유는 각 그룹이 이해하는 드럼 역사를 설명하려는 다양한 부족 이야기에 모호하게 언급되어 있다. 드럼은 선물 행사 동안 담배 선물을 받으며, 음악가들은 서서 이에 대해 감사한다.

### 노래

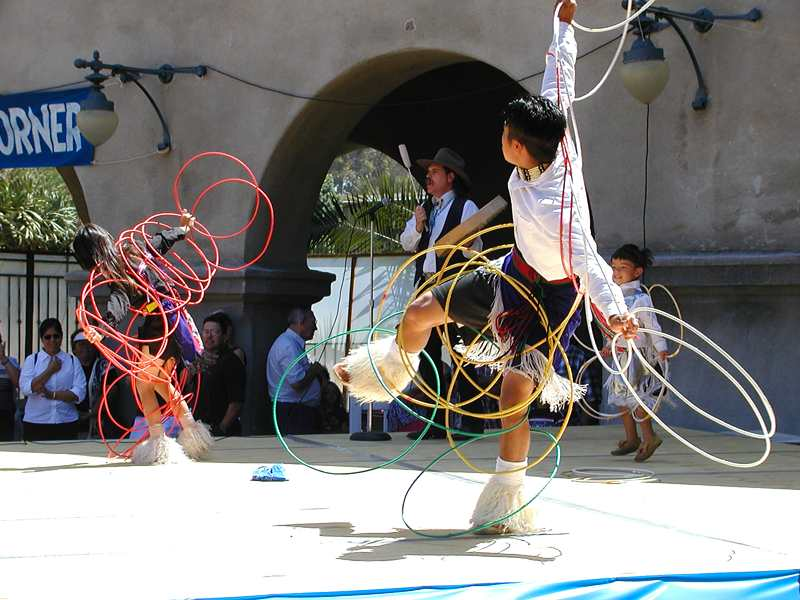
후프 댄서들은 일부 파우와우에서 공연한다. 후프는 시작도 끝도 없으며, 모든 살아있는 것들의 영혼의 연속성을 나타낸다.

드럼은 파우와우의 중심이지만, "드럼은 그저 박자를 맞추는 데 도움을 줄 뿐이다. 댄서들은 노래의 멜로디에 집중한다. 리듬, 음색, 음높이 이 모든 것이 그들의 '움직임'을 만드는 데 도움이 된다." (p. 85) 빌 런스 어보브가 노래의 가사를 언급하지 않았지만, 가사가 중요함에도 불구하고 대부분의 노래 가사에는 "야," "헤이," "로이"와 같은 무의미한 음절(vocable)이 사용된다 (p. 86). 이는 AIM 송과 같이 특정 언어에 편향될 수 없는 부족 간 노래에서 특히 두드러진다.

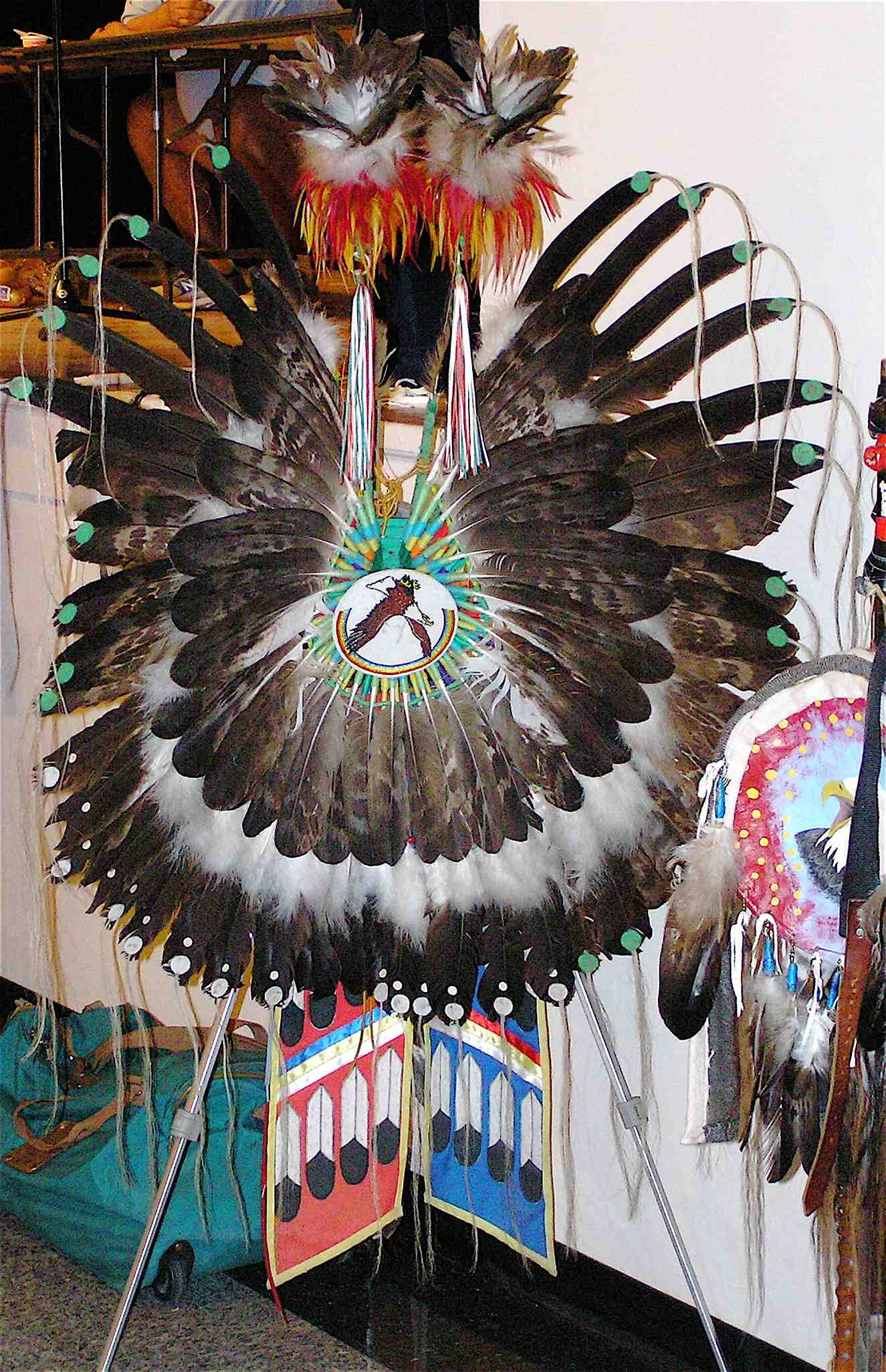
남성 전통 춤 의상에 있는 단일 깃털 술의 세부 모습

노래 구조는 네 번의 푸시업(pushup)으로 구성되며, 코러스와 절을 네 번 반복하여 부른다. 각 코러스에서는 리드 가수가 멜로디를 소개하거나 이끌고, 다른 가수가 뒤이어 부른다. 두 번째 가수는 리드 가수의 첫 번째 줄이 끝나기 전에 멜로디를 변형하기 시작한다. 그런 다음 전체 코러스가 푸시업의 나머지 부분을 함께 부른다. 세 번의 다운 스트로크 또는 하드 비트는 코러스의 끝과 절의 시작을 알리고, 이때 댄서들은 팬시 댄서처럼 낮게 깡총거리는 등 춤을 바꾼다. 마지막 다섯 박자에서 템포와 볼륨이 증가하는 것은 마지막 절의 끝을 알린다. 춤은 마지막 박자에서 멈추고, 그 다음에는 테일(tail) 또는 코다가 단축된 코러스로 노래를 마친다. 때때로 드럼 그룹은 노래를 네 번 이상 부르기도 하는데, 특히 노래가 좋고 가수들이 추가 푸시업 한두 번(또는 그 이상)의 기회를 잡거나, 댄서가 휘파람을 불거나 지팡이나 부채를 드럼 위로 흔들어 노래를 네 번 더 계속해 달라는 신호를 보내며 기도할 때 그렇다.
노래는 북부에서는 높은 가성이 사용되는 반면 남부에서는 낮은 음역대가 사용된다는 점에서 지역별로 차이가 있다. "익숙하지 않은 청취자에게 인디언 노래는 이국적이고, 다르며, 이해하기 어렵게 들리는데", 이는 전통 인디언 음악과 유럽 음악에서 사용되는 음성 품질이나 음색의 대조와 큰 관련이 있을 수 있다. 그러나 "훈련된 귀에는 멜로디가 흐르고, 오르내리며", 댄서들은 멜로디와 노래 구조의 변화에 반응한다. 보이에 래드는 "형편없는 노래를 주면 형편없이 춤출 것이고, 좋은 음악을 주면 훌륭한 쇼를 보여줄 것"이라고 말하며, 모든 사람이 쉽게 이해할 수 있는 춤을 통해 음악을 감상할 수 있다는 점을 시사한다. 그러나 다른 이들은 오늘날의 현대 경연 댄서들이 자신들의 경연을 위해 연주하는 드럼 그룹이 얼마나 잘 또는 못하든 상관없이 최선을 다해 춤을 춰야 한다고 말한다. 일반적으로 아메리카 원주민 노래는 피아노의 검은 건반만 연주하는 것처럼 펜타토닉 음계를 따른다. 외부인에게는 단순히 드럼 비트와 무의미한 음절이 동반된 것처럼 들릴 수 있지만, 일부 노래에는 크리어, 피쿠니, 루슈치드, 니이미푸, 라코타, 사파틴, 살리쉬, 오지브웨어 또는 다른 많은 원주민 언어로 된 단어가 포함되어 있다.

## 같이 보기
- 포틀래치

### 참고 문헌
- Hatton, O. Thomas (1974). "Performance Practices of Northern Plains Pow-Wow Singing Groups", Anuario Interamericano de Investigacion Musical, Vol. 10, pp. 123–137 JSTOR 779841.
- Kyi-Yo (2007). Kyi-Yo Celebration. Kyi-Yo student organization, Native American studies, University of Montana.
- Nettl, Bruno (1989). Blackfoot Musical Thought: Comparative Perspectives. Ohio: The Kent State University Press. ISBN 0-87338-370-2.
- Roberts, Chris (1992). Powwow Country. ISBN 1-56037-025-4.